# Élections législatives de 1876 dans le Jura
Les élections législatives de 1876 ont eu lieu les 20 février et 5 mars 1876.

## Résultats à l'échelle du département
| Partis         | Partis              | Premier tour | Premier tour | Sièges |
| Partis         | Partis              | Voix         | %            | Sièges |
| -------------- | ------------------- | ------------ | ------------ | ------ |
|                | Gauche républicaine | 44 915       | 72,05        | 4      |
|                | Bonapartistes       | 7 293        | 11,70        | 0      |
|                | Constitutionnel     | 6 723        | 10,78        | 0      |
|                | Légitimistes        | 3 408        | 5,47         | 0      |
|                |                     |              |              |        |
| Inscrits       | Inscrits            | 79 038       | 100,00       | 4      |
| Votants        | Votants             | 63 297       | 80,08        |        |
| Abstentions    | Abstentions         | 15 741       | 19,92        |        |
| Blancs et nuls | Blancs et nuls      | 958          | 1,51         |        |
| Exprimés       | Exprimés            | 62 339       | 98,49        |        |

## Résultats par arrondissement

### Arrondissement  de Dole
| Candidat       | Candidat             | Parti               | Premier tour | Premier tour |
| Candidat       | Candidat             | Parti               | Voix         | %            |
| -------------- | -------------------- | ------------------- | ------------ | ------------ |
|                | Jules Grévy          | Gauche républicaine | 12 417       | 78,46        |
|                | Henry Picot D'Aligny | Légitimiste         | 3 408        | 21,54        |
|                |                      |                     |              |              |
| Inscrits       | Inscrits             | Inscrits            | 19 281       | 100,00       |
| Votants        | Votants              | Votants             | 15 964       | 82,80        |
| Abstention     | Abstention           | Abstention          | 3 317        | 17,20        |
| Blancs et nuls | Blancs et nuls       | Blancs et nuls      | 139          | 0,87         |
| Exprimés       | Exprimés             | Exprimés            | 15 825       | 99,13        |

### Arrondissement de Lons-le-Saunier
| Candidat       | Candidat         | Parti               | Premier tour | Premier tour |
| Candidat       | Candidat         | Parti               | Voix         | %            |
| -------------- | ---------------- | ------------------- | ------------ | ------------ |
|                | Adolphe Lelièvre | Gauche républicaine | 14 952       | 67,22        |
|                | Victor Moreau    | Bonapartiste        | 7 293        | 32,78        |
|                |                  |                     |              |              |
| Inscrits       | Inscrits         | Inscrits            | 27 521       | 100,00       |
| Votants        | Votants          | Votants             | 22 360       | 81,25        |
| Abstention     | Abstention       | Abstention          | 5 161        | 18,75        |
| Blancs et nuls | Blancs et nuls   | Blancs et nuls      | 115          | 0,51         |
| Exprimés       | Exprimés         | Exprimés            | 22 245       | 99,49        |

### Arrondissement de Poligny
| Candidat       | Candidat         | Parti               | Premier tour | Premier tour |
| Candidat       | Candidat         | Parti               | Voix         | %            |
| -------------- | ---------------- | ------------------- | ------------ | ------------ |
|                | Wladimir Gagneur | Gauche républicaine | 9 521        | 63,76        |
|                | Alfred Bouvet    | Constitutionnel     | 5 411        | 36,24        |
|                |                  |                     |              |              |
| Inscrits       | Inscrits         | Inscrits            | 17 693       | 100,00       |
| Votants        | Votants          | Votants             | 15 424       | 87,18        |
| Abstention     | Abstention       | Abstention          | 2 269        | 12,82        |
| Blancs et nuls | Blancs et nuls   | Blancs et nuls      | 492          | 3,19         |
| Exprimés       | Exprimés         | Exprimés            | 14 932       | 96,81        |

### Arrondissement de Saint-Claude
| Candidat       | Candidat       | Parti               | Premier tour | Premier tour |
| Candidat       | Candidat       | Parti               | Voix         | %            |
| -------------- | -------------- | ------------------- | ------------ | ------------ |
|                | Étienne Lamy   | Gauche républicaine | 8 025        | 85,95        |
|                | Villevert      | Constitutionnel     | 1 312        | 14,05        |
|                |                |                     |              |              |
| Inscrits       | Inscrits       | Inscrits            | 14 543       | 100,00       |
| Votants        | Votants        | Votants             | 9 549        | 65,66        |
| Abstention     | Abstention     | Abstention          | 4 994        | 34,34        |
| Blancs et nuls | Blancs et nuls | Blancs et nuls      | 212          | 2,22         |
| Exprimés       | Exprimés       | Exprimés            | 9 337        | 97,78        |